# 황금연필과 개구장이 외계소년
"황금연필과 개구장이 외계소년"는 한국에서 제작된 이영수 감독의 1983년 애니메이션, 가족, SF 영화이다. 권순재 등이 제작에 참여하였다.